# Chalumeau
Een chalumeau is een houten blaasinstrument. Dit westerse volksinstrument uit de barok werd tot in de 18e eeuw bespeeld. Het woord is etymologisch verwant aan schalmei, maar dat is een ander type instrument: de chalumeau heeft een enkel riet op het mondstuk en cilindrische boring, terwijl de schalmei een dubbel riet en een conische boring heeft. 

De chalumeau wordt algemeen beschouwd als de voorloper van de klarinet. Instrumentenbouwer Johann Christoph Denner (1655–1707) en zijn zoon Jacob (1681 - 1735) brachten verbeteringen aan de chalumeau aan, waardoor het echte klarinettype ontstond. Het laagste van de drie klarinetregisters wordt nog steeds chalumeauregister genoemd. 

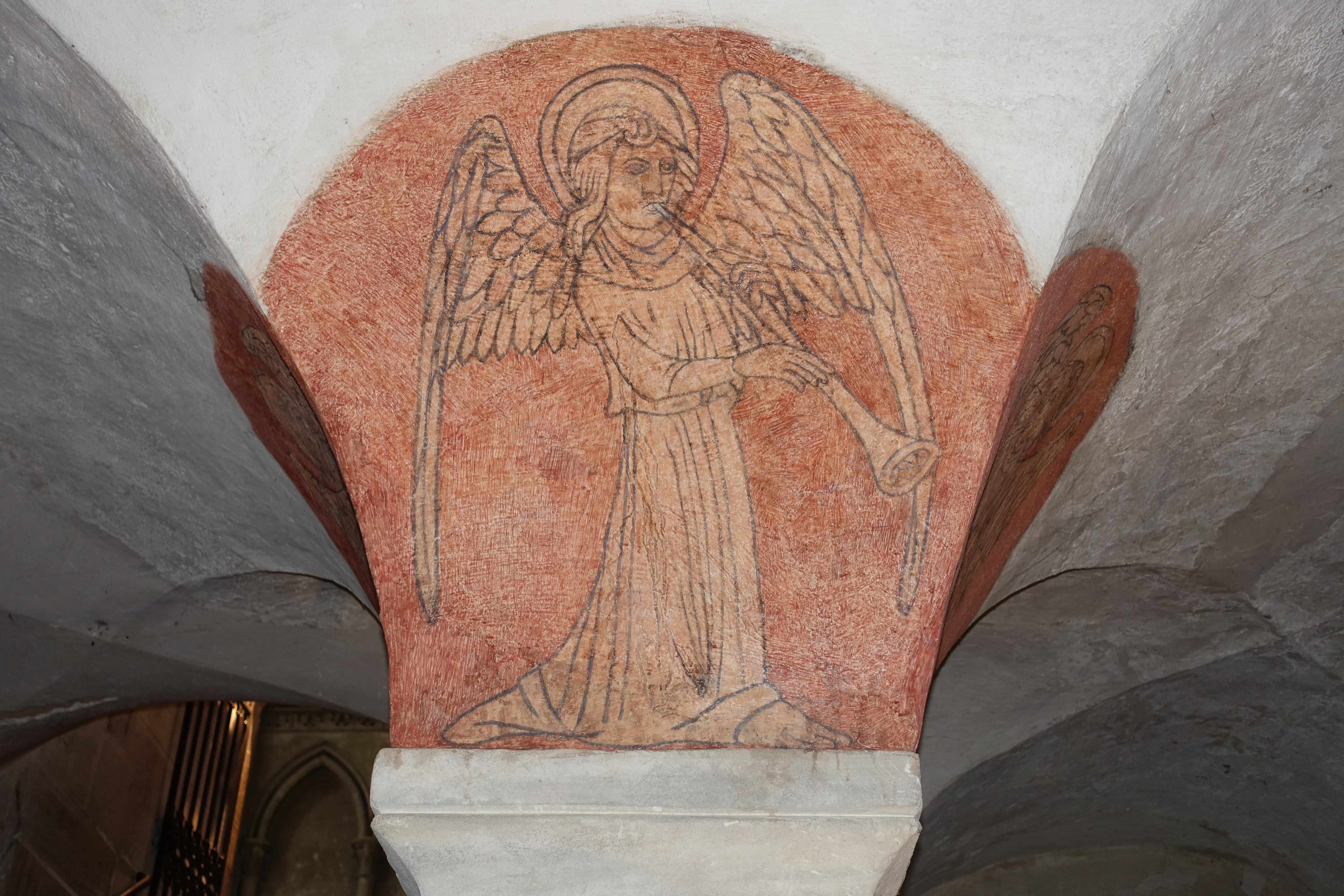
Een engel bespeelt een chalumeau. Fresco in de crypte van de kathedraal van Bayeux.